# Bahía de Bizerta

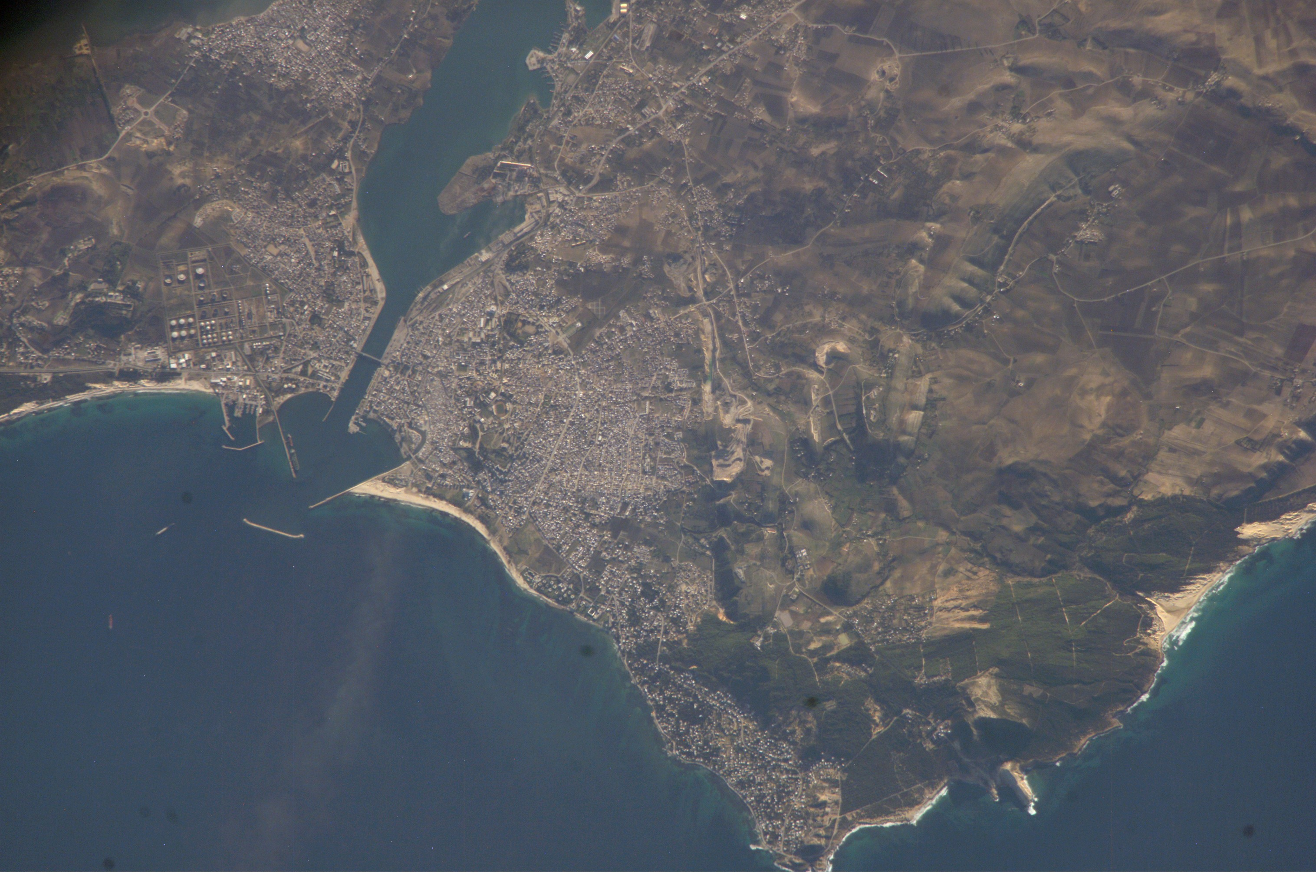
Bizerta y el canal por satélite

La bahía de Bizerta, conocida como lago de Bizerta (بحيرة بنزرت a pesar de que no es un lago, puesto que está comunicada directamente con la mar) o como laguna de Bizerta, es una zona de mar casi cerrada en el interior de la costa de Túnez, gobernación de Bizerta, con una superficie de 136 km². Su perímetro es de unos 60 km y la longitud es de 16 km con una anchura de entre 7 y 10 km. La profundidad es  de entre 7 y 12 metros. Se comunica con la mar por el canal de Bizerta, de 7 km de largo, a la orilla izquierda del cual se encuentra la ciudad de Bizerta y a la derecha Zarzouna o Jarzouna. El puerto de Menzel Bourguiba (Ferryville entre 1881 y 1959) se encuentra a la costa sur. Un canal comunica la bahía con el lago de Ichkeul, al que periódicamente aporta la salinidad de que este carece para preservar su fauna. Su nombre bajo los romanos era el de Palus Hipponites. La pretensión de los franceses de mantener el control de Bizerta con su bahía que constituía un puerto natural excelente y protegido, provocó el conflicto de Bizerta que acabó con la salida de los franceses. La bahía o lago está declarado reserva natural de Túnez.
- Datos: Q3215375
- Multimedia: Lake of Bizerte / Q3215375